# 1926 County Championship
Navigation
Édition précédente Édition suivante
Le 1926 County Championship fut le trente-troisième County Championship. Le Lancashire a remporté son troisième titre de champion.
Les classements finaux étaient toujours décidés en calculant le pourcentage de points gagnés par rapport aux points possibles disponibles. Les matchs Yorks vs Notts, Derbys vs Leics, Northants vs Sussex ont été abandonnés sans que la balle soit joué.

## Classement
| Equipe           | Pld | W  | L  | DWF | DLF | T | NR | Pts  | %Fin  |
| ---------------- | --- | -- | -- | --- | --- | - | -- | ---- | ----- |
| Lancashire       | 32  | 17 | 2  | 6   | 3   | 0 | 4  | 106  | 75.71 |
| Yorkshire        | 31  | 14 | 0  | 10  | 4   | 0 | 3  | 104  | 74.28 |
| Kent             | 28  | 15 | 2  | 3   | 8   | 0 | 0  | 92   | 65.71 |
| Nottinghamshire  | 29  | 13 | 7  | 4   | 5   | 0 | 0  | 82   | 56.55 |
| Surrey           | 26  | 7  | 4  | 8   | 3   | 0 | 4  | 62   | 56.36 |
| Middlesex        | 24  | 9  | 4  | 0   | 6   | 0 | 5  | 51   | 53.68 |
| Hampshire        | 28  | 10 | 5  | 4   | 8   | 0 | 1  | 70   | 51.85 |
| Glamorgan        | 24  | 9  | 9  | 1   | 0   | 0 | 5  | 48   | 50.52 |
| Essex            | 30  | 6  | 9  | 9   | 3   | 1 | 2  | 62.5 | 44.64 |
| Sussex           | 27  | 6  | 10 | 6   | 5   | 0 | 0  | 53   | 39.25 |
| Derbyshire       | 23  | 5  | 7  | 4   | 6   | 0 | 1  | 43   | 39.09 |
| Warwickshire     | 28  | 2  | 9  | 8   | 5   | 0 | 4  | 39   | 32.50 |
| Leicestershire   | 27  | 5  | 12 | 3   | 4   | 0 | 3  | 38   | 31.66 |
| Somerset         | 26  | 3  | 9  | 3   | 6   | 1 | 4  | 32.5 | 29.54 |
| Gloucestershire  | 30  | 5  | 17 | 3   | 4   | 0 | 1  | 38   | 26.20 |
| Northamptonshire | 25  | 3  | 13 | 4   | 5   | 0 | 0  | 32   | 25.60 |
| Worcestershire   | 28  | 3  | 13 | 3   | 4   | 0 | 5  | 28   | 24.34 |

- L'Essex et le Somerset ont obtenu 2,5 points chacun pour un match nul après la fin du match..